# Skořice
Skořice – gmina w Czechach, w powiecie Rokycany, w kraju pilzneńskim.
1 stycznia 2017 gminę zamieszkiwały 252 osoby, a ich średni wiek wynosił 42,7 roku.